# Diamond Bar
Pour les articles homonymes, voir Diamond.
Diamond Bar est une municipalité située dans le comté de Los Angeles, dans l'État de Californie, aux États-Unis. Au recensement de 2010 sa population était de 55 544 habitants. Située à la jonction des autoroutes de Pomona et d'Orange, Diamond Bar est en premier lieu une ville résidentielle parsemée de centres commerciaux.

## Géographie
Selon le Bureau du recensement, la ville a une superficie totale de 38,2 km2.

## Démographie
| 1970   | 1980   | 1990   | 2000   | 2010   | - |
| ------ | ------ | ------ | ------ | ------ | - |
| 10 576 | 28 045 | 53 672 | 56 287 | 55 544 | - |